# 苏军侵占利贝雷茨
苏军侵占利贝雷茨是在1968年8月21日，即華約入侵捷克斯洛伐克的最初几个小时里，苏军为占领利贝雷茨而与捷克斯洛伐克平民爆发的冲突，造成4人，24人受傷，其中2人后因伤势过重而死；几小时后，一辆苏军T-54/55系列主战坦克冲撞了广场上的拱廊，导致2人当场死亡，9人受伤，其中一人后因伤势过重而死；苏军侵占利贝雷茨事件是整场入侵期间仅次于捷克斯洛伐克广播电台之战的第二大流血事件。